# Автократия
Автокра́тия (др.-греч. αὐτο-κράτεια — «самовластие, самодержавие» или «единовластие», «единодержавие», от αυτός — «сам» + κράτος — «власть») — одна из форм политического режима, основанная на неограниченном контроле власти одним лицом или же советом наподобие однопартийного парламента или президентской республики, решения которых не подлежат ни внешним правовым ограничениям, ни упорядоченным механизмам народного контроля (за исключением возможной скрытой угрозы государственного переворота или народного восстания).
Правитель может быть преемником предыдущего автократа, избираться парламентом после его смерти или отставки/импичмента прежнего правителя. Хотя есть место и исключению, где новоиспечённый правитель может получить титул, переданный по наследству. Подобным образом дело обстоит с династией Кимов в КНДР. Автократия подразделяется на авторитарную и тоталитарную формы.

## История
Авторитарный режим может являть собою как абсолютную власть одного человека, так и смешанную власть парламента и непосредственно самого правителя, где значимый перевес будет в сторону последнего, исходя из авторитета правителя. По факту, сама власть в подобном государстве представляет собою единую политическую партию. Однако, являясь авторитарной страной, государство может иметь различные идеологические взгляды. В истории нередко встречались авторитарные государства. Однако стоит подметить, что различия между ними могли быть кардинальными. Исходя из религиозных, политических, принципиальных, идеологических, экономических или даже личных соображений самого автократа или его партии.
Из наиболее известных примеров авторитарного государства можно выделить следующие:
- Российская Федерация

- Страны Древнего Востока
- Греческие города-государства, Римская и Византийская империи
- Абсолютные монархии Нового времени
- Третий Рейх
- Фашистская Италия (1922—1945)
- Протекторат Оливера Кромвеля

Понятием «автократия» обозначаются также неограниченные полномочия субъектов в какой-то сфере государственной деятельности.

## Современные автократии
В XXI веке возникла новая форма авторитаризма, построенная не на массовом насилии, а на манипулировании информацией. Авторитарные режимы сегодня для поддержания своей устойчивости опираются на 20 % насилия и на 80 % пропаганды, в отличие от авторитарных моделей прошлого, где дело обстояло ровно наоборот. Такие модели могут обходиться минимальным насилием в условиях умеренных экономических трудностей. А при экономических проблемах увеличивают ресурс цензуры и пропаганды. Новые «информационные» автократии лучше приспособлены к выживанию в современном обществе, но экономические проблемы и свободный доступ граждан к информации могут подорвать и их могущество. Новые автократии нередко притворяются демократиями, проводя выборы (но на них почти всегда побеждают нужные люди).

### Примеры современных автократий
Страны, которые называют автократическими:
- Азербайджан
- Алжир
- Беларусь
- Венесуэла
- Лаос
- Вьетнам
- Куба
- Иран
- Российская Федерация
- Казахстан
- КНР (Китайская народная республика)
- КНДР (Корейская народно-демократическая республика)
- Сингапур
- Таджикистан
- Таиланд
- Танзания
- Туркмения
- Турция
- Узбекистан

## Политология
В современной политологической литературе понятие «автократия» иногда означает тоталитарные и полностью авторитарные политические режимы, в которых осуществляется неограниченная и бесконтрольная власть одного вождя. Однако следует понимать всю многогранность этой формы правления. При авторитарном режиме контроль правительства над обществом не является всеобъемлющим, что и отличает его от тоталитарного режима. Автократические политические решения не способствуют общественному и индивидуальному развитию, поскольку по существу большинство авторитарных режимов отрицают естественные человеческие права на свободу, равенство и справедливость, оставляют за собою право определять для государства институты национальных и социальных ценностей, создавая на данной почве цивилизацию.
В зависимости от объёма функций управления общественной жизнью (в том числе и её экономической сферой), принятых на себя государственными органами, автократии подразделяются на:
- тоталитарные — основаны на первоначальной поддержке большинства населения, предполагают его формально-демонстрационное участие в формировании органов государственной власти и активное вмешательство государства во все сферы общественной жизни;
- авторитарные — проявление относительной самостоятельности государственных властей вне зависимости от определённых социальных сил. Вмешательство авторитарного государства в общественную жизнь ограничено, как правило, лишь политической сферой и установлением законодательного права. Гражданские лица всё же имеют право вносить свои коррективы, предлагая свои инициативы на рассмотрение в высшие инстанции, где в будущем законопроект может быть одобрен парламентом или же правителем единолично.

## Диссонанс при автократии
- Как и любая другая форма правления, идеология или политическое движение, автократия имеет свои плюсы и минусы. Одним из главных и явных минусов автократии является передача власти. После кончины или отставки правителя не совсем ясно, по каким именно правилам власть должна переходить к следующему претенденту. Неправильная организация передачи власти может дестабилизировать политическую жизнь страны, а в конечном счёте подобное может привести к неблагоприятным последствиям. Подобным примером конфликта автократии и демократии с последующей гражданской войной можно считать события в Югославии 1990-х годов, где коллапс произошёл после смерти главы государства Иосипа Броз Тито при ослаблении контроля над минорными национальностями.
- Возможным неблагоприятным аспектом при авторитарном правительстве является наступление стагнации в экономическом, социальном и техническом плане, что впоследствии может повлечь за собой переход к замедленному развитию в различных отраслях. Однако есть примеры и противоположных процессов. Ими могут послужить некоторые мусульманские страны с авторитарными, но различными по внутреннему устройству режимами: Иран во время Исламской революции 1978—1979 годов и Ливия времён Муаммара Каддафи.
- «Оттепель». Новый лидер может в корне поменять политический курс предшествующей власти. Однако это может повлечь не только качественные преобразования режима, но и смуту в обществе.